# 解放路商业街 (滨海新区)
解放路商业街又称“滨海新区金街”。是一条坐落在天津滨海新区商业步行街。全长1350米，其中中高档商业区长450米，沿街有三个广场，公共服务设施齐全。设有六大商业设施、总建筑面积12.76万平方米。

## 店铺
- 金元宝
- 上岛咖啡
- 狗不理
- 麦当劳
- 肯德基
- 好利来

## 链接
1. ↑  .   [2010-01-03]. （原始内容存档于2021-04-15）.